# Схунмакер, Лекс
Алекс «Лекс» Схунмакер  (нидерл. Alex "Lex" Schoenmaker; родился 23 августа 1947, Гаага, Нидерланды) — нидерландский футболист и тренер, выступавший на позиции нападающего.

## Карьера
Схунмакер начал свою карьеру в 1966 году в составе гаагского «Ден Хаага». В этой команде за пять сезонов он сыграл более 130 матчей и забил более 50 голов. А также успел побывать в аренде в американском «Сан-Франциско Гейлз», где сыграл 9 матчей и забил 1 гол.
В 1971 году Схунмакер переходит в «Фейеноорд», где играет четыре сезона. В сезоне 1973/1974 он становится лучшим бомбардиром Кубка УЕФА забив 11 голов. В общей сложности он сыграл 104 матча и забил около 50 голов.
В 1975 году Схунмакер вернулся в родной «Ден Хааг», где отыграл семь сезонов, и сыграл более 150 матчей и забил 43 гола. В 1980 и 1981 годах он ездил в аренды в клубы Североамериканской футбольной лиги «Эдмонтон Дриллерз» и «Форт-Лодердейл Страйкерс», где в общей сложности сыграл 44 матча и забил 14 голов.

## Достижения

### Личные
- Лучший бомбардир Кубка УЕФА (11 голов, 1973/1974)